# Federação Palauana de Voleibol
A Federação Palauana de Voleibol  (em inglêsːPalau Volleyball Federation, PVF) é  uma organização fundada em 1951 que governa a pratica de voleibol no Palau, sendo membro da Federação Internacional de Voleibol e da Confederação Asiática de Voleibol, a entidade é responsável por  organizar  os campeonatos nacionais de  voleibol masculino e feminino no país.